# Denisia muellerrutzi
Denisia muellerrutzi is een vlinder uit de familie sikkelmotten (Oecophoridae). De wetenschappelijke naam is voor het eerst geldig gepubliceerd in 1939 door Amsel.
De soort komt voor in Europa.